# Liste der französischen Botschafter in Norwegen

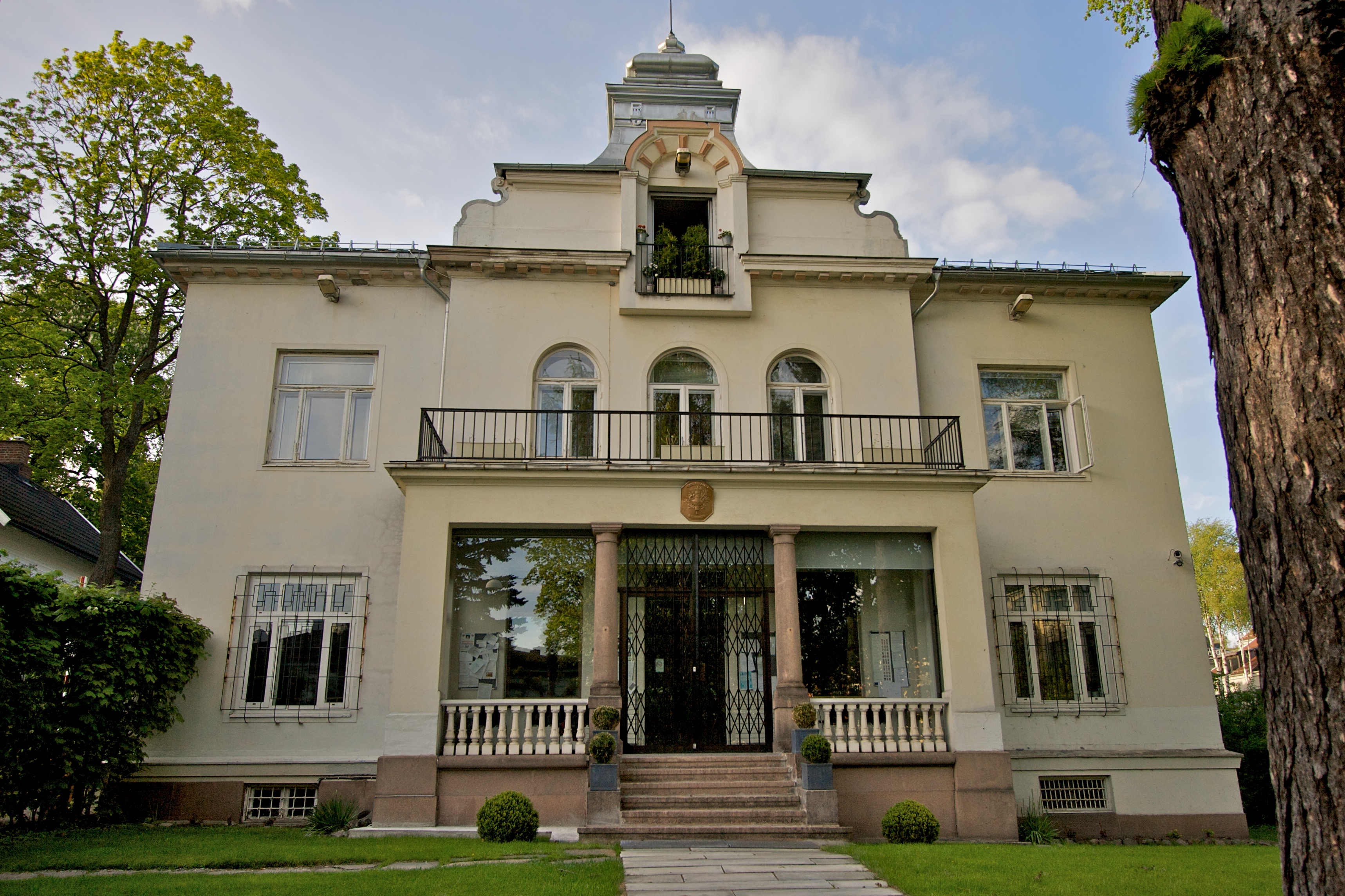
Französische Botschaft in Oslo

Am 3. August 1905 wurde das im Jahre 1814 gebildete Vereinigte Königreich aus Norwegen und Schweden mit Hauptstadt Stockholm durch eine Volksabstimmung aufgelöst. Seitdem unterhält Frankreich auch in Norwegen eine Botschaft. Von 1877 bis 1924 wurde Oslo als Kristiania bezeichnet. 1925 war die Adresse der französischen Botschaft: Huntleldtsgade 3, Oslo; heute lautet sie Drammensveien 69, Oslo.

## Liste
| Ernennung / Akkreditierung | Name                               | Bemerkungen | ernannt von              | akkreditiert während der Regierung von | Posten verlassen |
| -------------------------- | ---------------------------------- | --- | ------------------------ | -------------------------------------- | ---------------- |
| 4. Nov. 1905               | Louis Delavaud                     | | Émile Loubet             | Christian Michelsen                    | 7. Jan. 1911     |
| 20. März 1911              | Marcel Charlot                     | | Armand Fallières         | Wollert Konow                          | 24. Sep. 1912    |
| 9. Dez. 1912               | Camille Louis Steeg                | (* 1865; † 1944) trat 1887 in den Auswärtigen Dienst ein, 1889 Vize-Konsul in Tunis, 1893 Sekretär in Bulgarien, 1898 in Thessaloniki, wo er ab 1901 Generalkonsul war, 1905–1908 Finanzberater in Makedonien, 1909–1912 Finanzberater des Sultans Mehmed V.                                                 | Armand Fallières         | Jens Bratlie                           | 30. Dez. 1913    |
| 16. Feb. 1914              | Abel Chevalley                     | (* 7. April 1868; † 30. Dezember 1933) 1905–1910 Generalkonsul in Pretoria, 1919–1920 Vertreter Frankreichs in Ostpreußen, 1920–1921 Hochkommissar in Georgien. Er veröffentlichte einen Gedichtband in englischer Sprache und schrieb eine fiktive Geschichte zum Thema Bestie des Gévaudan in drei Bänden. | Raymond Poincaré         | Gunnar Knudsen                         | 30. Juni 1918    |
| Dez. 1918                  | Jean Marie Auguste René Guillemin  | (* 1862) 1902 Botschaftsrat in Wien, 1910–1912 Gesandter in Lima, 30. August 1915 bis 1917 Gesandter in Athen. | Raymond Poincaré         | Gunnar Knudsen                         |                  |
| 1919                       | Marie Augustin Jean Doulcet        | | Raymond Poincaré         | Gunnar Knudsen                         | 1920             |
| 1920                       | Eugène Pralon                      | (* 1871) | Paul Deschanel           | Otto Bahr Halvorsen                    | 1924             |
| 1925                       | Osmin Laporte                      | | Gaston Doumergue         | Johan Ludwig Mowinckel                 | 1929             |
| 9. Aug. 1929               | Victor Jaunez                      | (* 1874) | Gaston Doumergue         | Johan Ludwig Mowinckel                 | 4. Aug. 1934     |
| 31. Aug. 1934              | Frédéric Amé-Leroy                 | | Albert Lebrun            | Johan Ludwig Mowinckel                 | 9. Aug. 1935     |
| 1935                       | René Ristelhueber                  | | Albert Lebrun            | Johan Nygaardsvold                     | 1937             |
| 13. Dez. 1937              | André Bruère                       | | Albert Lebrun            | Johan Nygaardsvold                     | März 1940        |
| 9. März 1940               | Robert de Dampierre                | | Albert Lebrun            | Johan Nygaardsvold                     | 9. Apr. 1940     |
| 7. März 1942               | Jacques-Émile Paris                | Vertreter des Comité National Français | Philippe Pétain          | Vidkun Quisling                        |                  |
| 1. Juni 1945               | Jacques-Émile Paris                | Geschäftsträger | Charles de Gaulle        | Einar Gerhardsen                       |                  |
| 18. Aug. 1945              | Jules-François Blondel             | | Charles de Gaulle        | Einar Gerhardsen                       | 30. Aug. 1950    |
| 28. Okt. 1950              | Louis de Monicault                 | | Vincent Auriol           | Einar Gerhardsen                       | 12. März 1955    |
| 2. März 1955               | Albert Ledoux                      | Albert Frédéric Ledoux | René Coty                | Einar Gerhardsen                       | 15. Okt. 1957    |
| 16. Sep. 1957              | Jean Binoche                       | (* 19. August 1903 in Paris als Jean André Binoche) 1952–1955 Botschafter in Lima. Am 2. August 1962 wurde er zum Botschafter in Belgrad ernannt, wo er am 13. August sein Akkreditierungsschreiben bei Josip Broz Tito vorlegte, 1965–1968 war er Botschafter in Rio de Janeiro.                            | René Coty                | Einar Gerhardsen                       | 1961             |
| 14. Sep. 1961              | Jacques Lecompte-Boinet            | (* 1905 in Évreux; † 1974 in Sèvres) | Charles de Gaulle        | Einar Gerhardsen                       | 8. Jan. 1966     |
| 1. Dez. 1965               | Lucien Félix                       | | Charles de Gaulle        | Per Borten                             | 1967             |
| 15. Dez. 1967              | Pierre de Vaucelles                | | Charles de Gaulle        | Per Borten                             | 1971             |
| 18. Aug. 1971              | Tanguy de Courson de la Villeneuve | | Georges Pompidou         | Trygve Bratteli                        | 1975             |
| 30. Okt. 1975              | Philippe Koenig                    | | Valéry Giscard d’Estaing | Trygve Bratteli                        | 1978             |
| 20. Juni 1978              | Pierre-Henri Dessaux               | | Valéry Giscard d’Estaing | Odvar Nordli                           | 1981             |
| 26. Nov. 1981              | Christiane Malitchenko             | Botschafterin | François Mitterrand      | Gro Harlem Brundtland                  | 1985             |
| 19. März 1985              | Philippe Peltier                   | | François Mitterrand      | Kåre Willoch                           | 1989             |
| 16. Aug. 1989              | Christian Prettre                  | | François Mitterrand      | Jan P. Syse                            | 1992             |
| 19. Aug. 1992              | Philippe Guelluy                   | | François Mitterrand      | Gro Harlem Brundtland                  | 1995             |
| 4. Sep. 1995               | Patrick Hénault                    | | Jacques Chirac           | Gro Harlem Brundtland                  | 2000             |
| 18. Apr. 2000              | Louis Amigues                      | | Jacques Chirac           | Jens Stoltenberg                       | 2003             |
| 2. Juli 2003               | Hubert Forquenot de La Fortelle    | | Jacques Chirac           | Kjell Magne Bondevik                   | 2005             |
| 11. Jan. 2005              | Chantal Poiret                     | Botschafterin, 2001–2004 Botschafterin in Baku | Jacques Chirac           | Jens Stoltenberg                       | 2008             |
| 31. Mai 2008               | Brigitte Collet                    | Botschafterin | Nicolas Sarkozy          | Jens Stoltenberg                       | 2012             |
| 8. Mai 2012                | Jean-Marc Rives                    | | Nicolas Sarkozy          | Jens Stoltenberg                       |                  |